# No Coração do Mundo
No Coração do Mundo é um filme brasileiro do gênero drama de 2019. É dirigido e roteirizado por Gabriel Martins e Maurilio Martins, sendo produzido pela Filmes de Plástico. Conta histórias que se passam na periferia de Contagem, protagonizado por Kelly Crifer, Leo Pyrata, Grace Passô e Bárbara Colen.
O filme foi selecionado para ser exibido na World Premiere do International Film Festival Rotterdam (IFFR) de 2019. No Brasil, conta com distribuição da Embauba Filmes.

## Sinopse
Em Contagem, Minas Gerais, moradores de uma mesma comunidade são personagens de variadas narrativas. Marcos (Leo Pyrata) comete pequenos crimes diariamente para sobreviver. Ele reencontra Selma (Grace Passô), uma antiga amiga, que o convence da possibilidade de realizar um assalto bem-sucedido. Porém, tal plano só pode ser posto em prática com a ajuda de uma terceira pessoa. Ana (Kelly Crifer), namorada de Marcos, hesita em participar.

## Elenco
| Ator/Atriz                 | Personagem    |
| -------------------------- | ------------- |
| Kelly Crifer               | Ana           |
| Leo Pyrata                 | Marcos        |
| Grace Passô                | Selma         |
| Bárbara Colen              | Rose          |
| Robert Frank               | Miro          |
| Rute Jeremias              | Dona Sônia    |
| Renato Novaes              | Beto          |
| MC Carol                   | Brenda        |
| Barbara Amaral             | Bárbara       |
| Léo Amaral                 | Trocador      |
| Andrezera                  | Réguinaite    |
| Chris Antuña               | Passageira    |
| Russo Apr                  | Gildásio      |
| Rômulo Braga               | Michel        |
| Delardino Caetano          | Seu Alcides   |
| Ana Lúcia Campos           | Vitória       |
| Alexandre Costa            | Instrutor     |
| Rejane Faria               | Jacira        |
| Flamingo                   | Patrão        |
| Carlos Francisco           | Porteiro      |
| Gabito                     | Joca          |
| Ítalo Laureano             | Vandinho      |
| Dircinha Macêdo            | Dona Olga     |
| Adilson Marcelino          | Diretor       |
| Beatriz Marinho            | Ingrid        |
| Maria José Novais Oliveira | Dona Lua      |
| MC Papo                    | Porteiro      |
| Carla Patrícia             | Vendedora     |
| Isaura Pereira             | Avó de Brenda |
| Malu Ramos                 | Fernanda      |
| Eid Ribeiro                | João          |
| Elida Silpe                | Vivi          |
| Karine Teles               | Locutora      |
| Gláucia Vandeveld          | Dona Fia      |
| Geraldo Veloso             | Geraldo       |

## Recepção
Teve uma morna recepção da crítica especializada. No site AdoroCinema, detém uma média de 3,8 de 5 estrelas com base em sete resenhas críticas publicadas pela imprensa.
Do O Globo, Daniel Schenker avaliou o filme positivamente: "Gabriel e Maurílio conduzem com habilidade o elenco — composto por profissionais experientes, como Grace Passô (atriz que vem adquirindo merecida projeção no cinema), revelações, como Russo APR (premiado por “Temporada”) e amadores. A heterogeneidade do conjunto não gera discrepâncias."
Marcelo Müller, do site Papo de Cinema, disse: "No Coração do Mundo não é um "filme de favela" ou algo que o valha. Isso se dá, principalmente, em virtude do foco que Gabriel Martins e Maurílio Martins lançam sobre o material humano e no que tange aos laços sociais e afetivos."
Inácio Araújo, da Folha de S.Paulo, escreveu: "Tudo ali traz notações preciosas, sutis, agudas, que interessam pela variedade tanto quanto pelas imagens documentais despojadas da cidade e seus habitantes: coisa de quem sabe olhar o mundo e, mais, conhece o lugar o bastante."
Wendy Ide, do Screen Internetional, disse: "No Coração do Mundo é um retrato vívido de uma comunidade e se beneficia de performances autênticas, ainda que não polidas. Embora a trama e o ritmo possam ser indisciplinados às vezes, a chave para a atmosfera desordenada e inquieta do filme é seu excelente design de som."

## Prêmios e indicações
| Ano  | Premiação                             | Categoria                 | Resultado                                        | Resultado                   | Ref.                |
| ---- | ------------------------------------- | ------------------------- | ------------------------------------------------ | --------------------------- | ------------------- |
| 2019 | International Film Festival Rotterdam | Melhor Filme              | Gabriel Martins e Maurilio Martins               | Indicado[carece de fontes?] | [carece de fontes?] |
| 2020 | Prêmio Guarani de Cinema Brasileiro   | Filme do Ano              | Gabriel Martins e Maurilio Martins               | Indicado[carece de fontes?] |                     |
| 2020 | Prêmio Guarani de Cinema Brasileiro   | Melhor Atriz              | Kelly Crifer                                     | Indicado[carece de fontes?] |                     |
| 2020 | Prêmio Guarani de Cinema Brasileiro   | Melhor Atriz Coadjuvante  | Grace Passô                                      | Indicado[carece de fontes?] |                     |
| 2020 | Prêmio Guarani de Cinema Brasileiro   | Melhor Revelação Feminina | MC Carol                                         | Indicado[carece de fontes?] |                     |
| 2020 | Prêmio Guarani de Cinema Brasileiro   | Melhor Montagem           | Gabriel Martins, Maurílio Martins e Guto Parente | Indicado[carece de fontes?] |                     |
| 2020 | Prêmio Guarani de Cinema Brasileiro   | Melhor Roteiro Adaptado   | Gabriel Martins e Maurílio Martins               | Indicado[carece de fontes?] |                     |
| 2020 | Prêmio Guarani de Cinema Brasileiro   | Melhor Elenco             |                                                  | Indicado[carece de fontes?] |                     |